# Agostino Bassi
Agostino Bassi (Mairago, 25 settembre 1773 – Lodi, 8 febbraio 1856) è stato un naturalista e botanico italiano, pioniere della moderna batteriologia.

## Biografia
Nacque a Mairago, un paese nei pressi di Lodi, il 25 settembre 1773 da Rosa Sommariva e Onorato Bassi, un ricco proprietario terriero. Aveva un fratello gemello, Giovanni Francesco.
Nonostante la sua particolare passione per la biologia il padre non volle fargli seguire studi in tal senso desiderando che si occupasse della proprietà di famiglia, diventando un funzionario dell'impero asburgico. Per questo si laureò in giurisprudenza, tuttavia nel corso della sua vita coltivò la sua reale passione dedicandosi a studi di medicina, biologia e patologia animale e vegetale, dando in ciascun campo importanti contributi. Infatti, già all'Università degli Studi di Pavia, che frequentò come convittore del Collegio Ghislieri, durante i suoi studi in giurisprudenza, seguiva parallelamente anche corsi di fisica, chimica e medicina tenuti da docenti come Volta, Scarpa, Rasori e Spallanzani. Di quest'ultimo seguì le lezioni fino alla sua morte.
Nel 1802 venne chiamato a far parte della delegazione del dipartimento dell'Adda ai comizi di Lione nei quali fu approvata la costituzione della Repubblica Italiana.

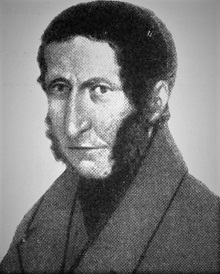
Agostino Bassi

Dopo lunghe ricerche sul calcino o moscardino, una malattia del baco da seta che colpiva gravemente la produzione serica, iniziate nel 1807 e protrattesi per circa 25 anni, Agostino Bassi riuscì nel 1835 a dimostrare che tale patologia è causata da un parassita microscopico che si trasmette per contatto diretto e tramite cibo infetto. La malattia, nota anche come mal del segno o moscardino (nome che derivava dalla somiglianza della polvere bianca sugli insetti con un confetto francese), comparve inizialmente in Italia intorno al 1805, e successivamente in Francia, dove fu registrata già nel 1841. Dopo il 1849, a causa della sua diffusione devastante, quasi tutti gli allevamenti di bachi da seta furono abbandonati.
Agostino Bassi è oggi riconosciuto come uno dei primi scienziati ad aver dimostrato che i microrganismi possono causare malattie. La sua ricerca più rivoluzionaria cominciò proprio con lo studio del moscardino, che si manifestava nei bachi da seta con la comparsa di una polvere bianca sul corpo degli insetti prima della loro morte. Il naturalista Giacomo Maria Foscarini aveva già dimostrato il carattere contagioso della malattia, ma senza identificarne l’agente causale. All’epoca si riteneva che il moscardino fosse causato da fattori ambientali o da generazione spontanea. Bassi testò inizialmente questa teoria sottoponendo i bachi a sostanze velenose e caustiche, ma senza ottenere alcun risultato. Mise quindi in dubbio tale convinzione e ideò un esperimento simbolico: sospese bachi sani a diverse altezze all'interno di un camino per verificare se l’infezione si trasmetteva per semplice esposizione. Solo i bachi posti in contatto diretto con quelli infetti sviluppavano la malattia, suggerendo così la presenza di un agente esterno contagioso.
Dal 1826 Bassi iniziò a utilizzare il microscopio e scoprì che il moscardino era causato da un organismo vivente: un fungo parassita che classificò come crittogama, cioè un organismo vegetale privo di fiori e semi visibili. Lo descrisse come un organismo vegetativo e organico appartenente alla famiglia delle crittogame. Aveva dunque identificato un “germe estraneo” come responsabile della malattia. Oggi sappiamo che l’aspetto polveroso osservato sui bachi morti è dovuto alla produzione di milioni di spore fungine infettive del fungo Beauveria bassiana (inizialmente denominato Botrytis bassiana in suo onore da Balsamo-Crivelli).
Scoprì che le spore erano capaci di trasmettere la malattia attraverso molteplici vie: contatto diretto, cibo contaminato, aria infetta, abiti degli operatori agricoli, mosche e persino larve infette. Dimostrò anche che il materiale infettivo conservava la sua attività per anni. Analizzò il ciclo vitale del fungo e ne identificò le condizioni ambientali favorevoli, come l'umidità e la temperatura.
I risultati delle sue ricerche furono pubblicati nella sua opera più importante, Del mal del segno, calcinaccio o moscardino, in cui, oltre a descrivere dettagliatamente i suoi studi, fornì anche indicazioni pratiche per la prevenzione della malattia, tra cui l’uso di sostanze alcoliche, la separazione delle file di bachi, l’isolamento e la distruzione degli esemplari infetti, e la pulizia accurata degli ambienti di allevamento. Quest’opera, fondamentale nella lotta a una malattia che aveva causato enormi danni all’industria della seta, fu tradotta in francese e distribuita in tutta Europa, suscitando ampio interesse per le sue implicazioni sia scientifiche sia economiche. Grazie a questi risultati, Bassi acquisì fama immediata.
Grazie a questi studi, Bassi giunse a una conclusione fondamentale per il mondo della scienza: se un fungo parassita poteva causare il moscardino nei bachi, anche altre malattie infettive animali o umane potevano avere origine microbica. Propose così una teoria generale del contagio: le malattie non si trasmettono per miasmi o processi spontanei, ma tramite agenti parassitari esterni. Partendo da questa importante scoperta, Bassi teorizzò che tutte le patologie contagiose, sia animali che vegetali, fossero causate da parassiti. Espose questa teoria nel suo scritto Del contagio in generale (1844), anticipando di decenni la formulazione scientifica della teoria dei germi. Le sue idee furono poi riprese e sviluppate da Louis Pasteur, che trasse grande ispirazione dal suo lavoro e conservava nel proprio ufficio i ritratti di Bassi e Spallanzani. Le intuizioni di Bassi rappresentano oggi uno dei pilastri fondamentali della moderna microbiologia, patologia ed epidemiologia.
Infine, Agostino Bassi fu autore anche di importanti studi sulla coltivazione delle patate, sulla produzione del formaggio, sulla vinificazione, nonché su malattie come la lebbra e il colera
Per l'importanza dei suoi studi la Francia gli riconobbe il titolo di Cavaliere della Legion d'Onore nel 1840. Morì a Lodi l'8 febbraio del 1856. La sua tomba si trova nella chiesa di San Francesco, in Piazza Ospitale, a Lodi. A lui è intitolato l'Istituto Tecnico Economico di via Porta Regale a Lodi.

## Opere
- "Sulla fabbrica del formaggio all'uso lodigiano" (1820).
- "Del mal del segno, calcinaccio o moscardino" (1835)
- "Del contagio in generale" (1844)

## Filatelia
Nel 1953, in occasione del VI Congresso internazionale di microbiologia e del 180º anniversario della nascita di Bassi, le Poste italiane emisero un francobollo che riporta il ritratto del naturalista in una cornice di farfalle e pupe del baco da seta.